# Pezaptera chapmani
Pezaptera chapmani là một loài bướm đêm thuộc phân họ Arctiinae, họ Erebidae.